# Robert Ito
Robert Ito (Vancouver, 2 de julio de 1931) es un actor canadiense de ascendencia japonesa, conocido por su participación en la serie estadounidense Quincy, M.E. como Sam Fujiyama y por su papel como Lawrence 'Larry' Mishima en la serie Falcon Crest. Fue nominado a un Premio Gemini por su participación en el telefilme Trial at Fortitude Bay. Durante su carrera fue un destacado actor de voz, participando en numerosas series y películas de animación.

## Filmografía destacada

### Televisión
| Año       | Título                             | Personaje                   | Notas        |
| --------- | ---------------------------------- | --------------------------- | ------------ |
| 1986      | Rambo: The Force of Freedom        | Black Dragon / White Dragon | 27 episodios |
| 1988      | Star Trek: The Next Generation     | Teniente Chang              | 1 episodio   |
| 1990      | TaleSpin                           | Wan-Lo (voz)                | 1 episodio   |
| 1992-1993 | Batman: The Animated Series        | The Ninja / Kyodai Ken      | 2 episodios  |
| 1993      | Animaniacs                         | Sr. Kato                    | 1 episodio   |
| 1994      | Gargoyles                          | Dr. Sato (voz)              | 1 episodio   |
| 1995-1996 | Iron Man                           | El mandarín (voz)           | 12 episodios |
| 1995      | Jonny Quest vs. The Cyber Insects  | 427 (voz)                   | Telefilme    |
| 1995      | The X-Files                        | Dr. Shiro Zama              | 1 episodio   |
| 1996      | Quack Pack                         | Dr. William Wu (voz)        | 1 episodio   |
| 1996      | The Real Adventures of Jonny Quest | President Horkarno (voz)    | 1 episodio   |
| 1997      | Superman: The Animated Series      | Dr. Teng (voz)              | 2 episodios  |
| 2000      | The Wild Thornberrys               | Black Bear (voz)            | 1 episodio   |
| 2001      | Star Trek: Voyager                 | John Kim                    | 1 episodio   |
| 2001      | The Mummy: The Animated Series     | Lin Chou                    | 1 episodio   |
| 2003      | Justice League                     | Sr. Hama (voz)              | 1 episodio   |
| 2006      | Teen Titans: Trouble in Tokyo      | Alcalde (voz)               | Telefilme    |
| 2007      | All Grown Up!                      | Hiro Watanabe               | 1 episodio   |
| 2008      | Avatar: The Last Airbender         | Sun Warrior (voz)           | 1 episodio   |
| 2010      | Mater's Tall Tales                 | Ito San (voz)               | 1 episodio   |